# Championnat des îles Féroé de football 1994
Navigation
1. Deild 1993 1. Deild 1995
La saison 1994 du Championnat des îles Féroé de football était la 53e édition de la première division féroïenne à poule unique, la 1. Deild. Les dix meilleurs clubs du pays jouent les uns contre les autres à deux reprises durant la saison, à domicile et à l'extérieur.
En fin de saison, les deux derniers du classement sont relégués et remplacés par les 2 meilleurs clubs de 2. Deild.
Pour la première fois depuis 1985 et le doublé du B68 Toftir, le champion en titre conserve son bien; en effet, le GI Gota remporte le 5e titre de son histoire en terminant en tête du classement, devançant le HB Torshavn à la différence de buts et avec 6 points d'avance sur le 3e, le B71 Sandoy.
Le champion et le vainqueur de la Coupe des îles Féroé obtiennent leur qualification pour les compétitions européennes. Le B68 Toftir participera à la Ligue des champions 1995-1996 tandis que le KÍ Klaksvík, vainqueur de la Coupe, est qualifié pour la Coupe des Coupes 1995-1996.
Avec la mise en place de la Coupe Intertoto durant l'été 1995, le 2e du championnat, le HB Torshavn, obtient lui aussi une qualification européenne.
En revanche, pour la relégation le EB/Streymur, termine à la dernière place du classement et doit descendre en deuxième division ; il est accompagné par le IF Fuglafjordur.

## Les clubs participants
- B36 Tórshavn
- B68 Toftir
- B71 Sandoy
- EB/Streymur - Promu de 2. Deild
- GI Gota - Tenant du Titre
- HB Tórshavn
- IF Fuglafjordur
- KÍ Klaksvík
- NSI Runavik - Promu de 2. Deild
- TB Tvoroyri

## Compétition

### Classement
Le barème de points servant à établir le classement se décompose ainsi :
- Victoire : 2 points
- Match nul : 1 point
- Défaite : 0 point

| Rang | Équipe          | Pts | J  | G  | N | P  | Bp | Bc | Diff |
| ---- | --------------- | --- | -- | -- | - | -- | -- | -- | ---- |
| 1    | GI Gota (T)     | 30  | 18 | 14 | 2 | 2  | 59 | 16 | +43  |
| 2    | HB Torshavn     | 30  | 18 | 14 | 2 | 2  | 47 | 14 | +33  |
| 3    | B71 Sandoy      | 24  | 18 | 10 | 4 | 4  | 31 | 12 | +19  |
| 4    | KÍ Klaksvík (C) | 20  | 18 | 8  | 4 | 6  | 40 | 26 | +14  |
| 5    | B68 Toftir      | 17  | 18 | 5  | 7 | 6  | 22 | 30 | -8   |
| 6    | NSI Runavik (P) | 15  | 18 | 6  | 3 | 9  | 28 | 29 | -1   |
| 7    | B36 Tórshavn    | 15  | 18 | 5  | 5 | 8  | 24 | 34 | -10  |
| 8    | TB Tvoroyri     | 14  | 18 | 6  | 2 | 10 | 32 | 49 | -17  |
| 9    | IF Fuglafjordur | 9   | 18 | 3  | 2 | 13 | 20 | 47 | -27  |
| 10   | EB/Streymur (P) | 6   | 18 | 2  | 3 | 13 | 18 | 64 | -46  |

|  | Qualification pour la Coupe UEFA 1995-1996                                                       |
|  | Qualification pour la Coupe des Coupes 1995-1996                                                 |
|  | Qualification pour la Coupe Intertoto 1995                                                       |
|  | Relégation en 2. Deild                                                                           |
|  | (T) Tenant du titre (C) Vainqueur de la Coupe des îles Féroé (P) Club promu de deuxième division |

### Résultats[n 1]
| Résultats (▼dom., ►ext.) | B36 | B68 | B71 | EBS | GÍG | HB  | ÍF  | KÍ  | NSÍ | TB  |
| B36 Tórshavn             |     | 2-3 | 0-2 | 3-1 | 2-5 | 1-3 | 3-1 | 0-4 | 2-0 | 6-0 |
| B68 Toftir               | 0-0 |     | 0-0 | 4-1 | 0-7 | 2-2 | 1-0 | 3-0 | 3-2 | 1-1 |
| B71 Sandoy               | 0-0 | 2-0 |     | 5-1 | 1-2 | 1-2 | 3-0 | 2-0 | 1-0 | 4-1 |
| EB/Streymur              | 1-1 | 0-0 | 0-3 |     | 0-1 | 0-3 | 0-0 | 2-2 | 2-1 | 0-5 |
| GI Gota                  | 2-0 | 1-1 | 1-1 | 9-0 |     | 4-1 | 8-0 | 0-2 | 2-1 | 4-1 |
| HB Tórshavn              | 5-0 | 0-0 | 1-0 | 4-0 | 1-0 |     | 1-0 | 2-1 | 3-0 | 7-0 |
| IF Fuglafjordur          | 2-2 | 1-0 | 1-1 | 4-2 | 0-2 | 1-7 |     | 1-2 | 3-1 | 1-2 |
| KÍ Klaksvík              | 1-1 | 6-3 | 0-2 | 8-2 | 1-1 | 0-2 | 2-0 |     | 2-2 | 2-1 |
| NSI Runavik              | 3-0 | 0-0 | 0-1 | 4-2 | 0-1 | 4-1 | 3-1 | 2-1 |     | 2-2 |
| TB Tvoroyri              | 1-2 | 1-0 | 3-2 | 1-4 | 3-5 | 0-2 | 5-1 | 0-6 | 2-3 |     |

## Bilan de la saison
| Championnat des îles Féroé de football 1994  |                    |
| Champion                                     | GI Gota (5e titre) |
| Coupes et trophées                           |                    |
| Vainqueur de la Coupe des îles Féroé 1994    | KÍ Klaksvík        |
| Qualifications continentales                 |                    |
| Coupe UEFA 1995-1996 Tour préliminaire       | GI Gota            |
| Coupe des Coupes 1995-1996 Tour préliminaire | KÍ Klaksvík        |
| Coupe Intertoto 1995                         | HB Torshavn        |
| Promotions et relégations                    |                    |
| Promus en 1. deild                           | VB/Sumba Vagur     |
| Promus en 1. deild                           | FS Vagar           |
| Relégués en 2. deild                         | IF Fuglafjordur    |
| Relégués en 2. deild                         | EB/Streymur        |